# Grzegorz Wróbel
Grzegorz Wróbel (ur. 20 maja 1963 w Gdańsku) – polski trener piłki siatkowej, pochodzący z Gdańska. W 2010 drugi trener kadry B, z którą zdobył brązowy medal na 25 Uniwersjadzie w Belgradzie. Na co dzień poza pracą trenerską w klubach, szkoli młodzież w Gimnazjum nr 18, a od 2013 r. w Siatkarskim Ośrodku Szkolnym przy Liceum Sportowym nr 21 w Gdańsku.

## Historia pracy
- 1989–1992 KS Spójnia Gdańsk
- 1992–1995 RSK Brzeźno
- 1995–1996 MMKS Gdańsk
- 1996–1998 AZS Gdańsk
- 1998–2011 Gedania Gdańsk
- 2008–2009 Gedania Żukowo
- 2011–2012 Lotos Trefl Gdańsk
- 2012–2013 Wieżyca 2011 Stężyca[3]
- 2013–2014 Atom Trefl II Sopot[4]

## Osiągnięcia
Reprezentacja:
- trzecie miejsce podczas Uniwersjady w Belgradzie 2009

Kluby:
- trzecie miejsce Mistrzostw Polski Kadetek w 2006
- Wicemistrzostwo Polski Juniorek 2006
- Wicemistrzostwo Polski Juniorek 2007
- Mistrzostwo Polski Kadetek 2007
- Mistrzostwo Polski Młodziczek 2007
- Mistrzostwo Polski Juniorek 2008
- Wicemistrzostwo Polski Juniorek 2009
- Wicemistrzostwo Polski Juniorek 2010

Szkoła:
- Srebrny medal Ogólnopolskiej Licealiady 2007/2008[3]
- Brązowy medal Gdańskiej Gimnazjady 2013/2014
- Srebrny medal Wojewódzkiej Licealiady 2016/2017